# Trò chơi thế kỷ 18

## Sự kiện lớn liên quan đến trò chơi thế kỷ 18
- 1742 – Edmond Hoyle xuất bản A Short Treatise on the Game of Whist.
- 1750 – Bản trích yếu  Mr. Hoyle's Games Complete được phát hành, được xem là quyển sách của 'Hoyle' đầu tiên.